# Euphorbia ambacensis
Euphorbia ambacensis är en törelväxtart som beskrevs av Nicholas Edward Brown. Euphorbia ambacensis ingår i släktet törlar, och familjen törelväxter.
Artens utbredningsområde är Angola. Inga underarter finns listade i Catalogue of Life.